# Angst en schoonheid
Angst en schoonheid. Louis Couperus, de mystiek der zichtbare dingen is een essay van Bas Heijne gewijd aan de schrijver Louis Couperus dat verscheen in 2013 bij De Bezige Bij. De schrijver ontving voor dit essay de tweejaarlijkse J. Greshoff-prijs.

## Geschiedenis
Op 8 februari 1996 sprak Heijne bij de feestelijke afsluiting van de 50-delige serie Volledige Werken van de Nederlandse schrijver Louis Couperus (1863-1923) de rede Het gezicht van Louis Couperus uit. Hierin ontvouwde hij in het kort zijn visie op de schrijver, en de persoon Couperus. Dominant daarin zijn angst en schoonheid, hetgeen hij verder ontwikkelde in zijn essay Angst en schoonheid. Over Louis Couperus en Indië, het tweede deel in de serie Couperus Cahiers uit 1996; dit laatste werd ook opgenomen in zijn essay Echt zien uit 2011.
Naast deze boekpublicaties verschenen vanaf eind jaren 1980 verschillende artikelen in de rubriek 'Boeken' van NRC-Handelsblad, waaronder boekbesprekingen naar aanleiding van uitgaven in de serie Volledige Werken.
Naar aanleiding van het werk aan de documentaire Louis Couperus - niet te stillen onrust uit 2013 herlas Heijne delen van het werk van Couperus. Dit leidde ertoe dat hij de meningen die hij in zijn eerdere publicaties het licht deed zien, bijstelde of nuanceerde. De neerslag hiervan wordt gegeven in dit essay met de titel Angst en schoonheid. Louis Couperus, de mystiek der zichtbare dingen. Die laatste titel was weer ontleend aan een van Heijnes eerste essays over Couperus: 'De mystiek der zichtbare dingen. Over De Stille Kracht van Louis Couperus' dat op 6 juli 1988 was verschenen in De Groene Amsterdammer en nog in 1994 was opgenomen in het tijdschrift Raster.
De bundel werd gepresenteerd in De Rode Hoed in Amsterdam op 25 september 2013 waarbij de documentaire van Jan Louter en Bas Heijne over Couperus in première ging. Na de voorvertoning voerde de schrijver Joost de Vries een gesprek met Heijne en overhandigde Heijne het eerste exemplaar aan acteur en Couperuslezer Thom Hoffman.

## Uitgave
Het boek verscheen in een groenlinnen band waarom een los omslag waarop auteursnaam en titel van het boek worden vermeld in een afbeelding van, en op gelijke wijze als bij de eerste uitgave van De stille kracht. De bundel is opgedragen aan Peter (blijkens de verantwoording Peter Verduyn Lunel, de levensgezel van Heine). De laatste bladzijden geven een verantwoording van deze uitgave.